# Mark Stephen Harvey
Pour les articles homonymes, voir Harvey.
Mark Stephen Harvey, né le 17 septembre 1958, est un arachnologiste australien.
Diplômé de l'Université Monash, il est Senior Curator du Department of Terrestrial Zoology du Western Australian Museum.
En 2023, il fait la découverte de l'Euoplos dignitas lors d'une promenade, nouvelle espèce qui est ensuite identifiée par Rix et Wilson.

## Quelques taxons décrits
- Anepsiozomus Harvey, 2001
- Anepsiozomus harteni Harvey, 2006
- Anepsiozomus sobrinus Harvey, 2001
- Apozomus Harvey, 1992
- Apozomus alligator  Harvey, 1992
- Apozomus cactus  Harvey, 1992
- Apozomus eberhardi  Harvey, 2001
- Apozomus gerlachi  Harvey, 2001
- Apozomus gunn  Harvey, 1992
- Apozomus howarthi  Harvey, 2001
- Apozomus pellew  Harvey, 1992
- Apozomus rupina  Harvey, 1992
- Apozomus volschenki  Harvey, 2001
- Apozomus watsoni  Harvey, 1992
- Apozomus weiri  Harvey, 1992
- Apozomus yirrkala  Harvey, 1992
- Attenuizomus Harvey, 2000
- Attenuizomus baroalba  Harvey, 2000
- Attenuizomus cuttacutta  Harvey, 2000
- Attenuizomus mainae  (Harvey, 1992)
- Attenuizomus radon  (Harvey, 1992)
- Bamazomus Harvey, 1992
- Bamazomus aviculus  Harvey, 2001
- Bamazomus bamaga  Harvey, 1992
- Bamazomus hunti  Harvey, 2001
- Bamazomus subsolanus  Harvey, 2001
- Bamazomus vespertinus  Harvey, 2001
- Bamazomus weipa  Harvey, 1992
- Brignolizomus Harvey, 2000
- Brignolizomus nob  (Harvey, 1992)
- Brignolizomus walteri  Harvey, 2000
- Brignolizomus woodwardi  Harvey, 2000
- Cavisternum Baehr, Harvey & Smith, 2010
- Cavisternum bagleyae Baehr, Harvey & Smith, 2010
- Cavisternum barthorum Baehr, Harvey & Smith, 2010
- Cavisternum bertmaini Baehr, Harvey & Smith, 2010
- Cavisternum carae Baehr, Harvey & Smith, 2010
- Cavisternum clavatum Baehr, Harvey & Smith, 2010
- Cavisternum digweedi Baehr, Harvey & Smith, 2010
- Cavisternum ewani Baehr, Harvey & Smith, 2010
- Cavisternum foxae Baehr, Harvey & Smith, 2010
- Cavisternum gatangel Baehr, Harvey & Smith, 2010
- Cavisternum heywoodi Baehr, Harvey & Smith, 2010
- Cavisternum hughesi Baehr, Harvey & Smith, 2010
- Cavisternum ledereri Baehr, Harvey & Smith, 2010
- Cavisternum maxmoormanni Baehr, Harvey & Smith, 2010
- Cavisternum mayorum Baehr, Harvey & Smith, 2010
- Cavisternum michaelbellomoi Baehr, Harvey & Smith, 2010
- Cavisternum noelashepherdae Baehr, Harvey & Smith, 2010
- Cavisternum rochesterae Baehr, Harvey & Smith, 2010
- Cavisternum toadshow Baehr, Harvey & Smith, 2010
- Cavisternum waldockae Baehr, Harvey & Smith, 2010
- Draculoides Harvey, 1992
- Draculoides bramstokeri Harvey & Humphreys, 1995
- Draculoides brooksi Harvey, 2001
- Draculoides julianneae Harvey, 2001
- Draculoides mesozeirus Harvey, Berry, Edward & Humphreys, 2008
- Draculoides neoanthropus Harvey, Berry, Edward & Humphreys, 2008
- Draculoides vinei (Harvey, 1988)
- Enigmazomus Harvey, 2006
- Enigmazomus eruptoclausus Harvey, 2006
- Epiocheirata Harvey, 1992
- Geogarypus rhantus Harvey, 1981
- Grymeus Harvey, 1987
- Grymeus barbatus Harvey, 1987
- Grymeus robertsi Harvey, 1987
- Grymeus yanga Harvey, 1987
- Iocheirata Harvey, 1992
- Julattenius Harvey, 1992
- Julattenius cooloola  Harvey, 1992
- Julattenius lawrencei  Harvey, 1992
- Larcidae Harvey , 1992
- Mahezomus Harvey, 2001
- Mahezomus apicoporus Harvey, 2001
- Mumaella Harvey, 2002
- Notozomus Harvey, 1992
- Notozomus aterpes  Harvey, 1992
- Notozomus boonah  Harvey, 2000
- Notozomus bronwenae  Harvey, 2000
- Notozomus curiosus  Harvey, 2000
- Notozomus daviesae  Harvey, 1992
- Notozomus elongatus  Harvey, 2000
- Notozomus faustus  Harvey, 2000
- Notozomus ingham  Harvey, 1992
- Notozomus jacquelinae  Harvey, 2000
- Notozomus ker  Harvey, 1992
- Notozomus majesticus  Harvey, 2000
- Notozomus maurophila  Harvey, 2000
- Notozomus monteithi  Harvey, 1992
- Notozomus raveni  Harvey, 1992
- Notozomus rentzi  Harvey, 1992
- Notozomus spec  (Harvey, 1992)
- Notozomus wudjl  Harvey, 1992
- Ovozomus Harvey, 2001
- Paradraculoides Harvey, Berry, Edward & Humphreys, 2008
- Paradraculoides anachoretus Harvey, Berry, Edward & Humphreys, 2008
- Paradraculoides bythius Harvey, Berry, Edward & Humphreys, 2008
- Paradraculoides gnophicola Harvey, Berry, Edward & Humphreys, 2008
- Paradraculoides kryptus Harvey, Berry, Edward & Humphreys, 2008
- Parahyidae Harvey, 1992
- Paratemnoides Harvey, 1991
- Peza Harvey, 1990
- Peza ops Harvey, 1990
- Peza daps Harvey, 1990
- Pezidae Harvey, 1990
- Secozomus latipes Harvey, 2001
- Simonoonops Harvey, 2002
- Thenmus Harvey in Harvey & Muchmore, 1990

## Publications
- Harvey, 1991 : Catalogue of the Pseudoscorpionida. Manchester University Press, Manchester, p. 1-726.
- Harvey, 2003 : Catalogue of the smaller arachnid orders of the world: Amblypygi, Uropygi, Schizomida, Palpigradi, Ricinulei and Solifugae. CSIRO Publishing, Melbourne, p. 1-385.